# Калифобия
Калифобия (от др.-греч. καλλονή — красота, φόβος — страх) — психическое расстройство, при котором человек патологически боится красоты. Оно может быть вызвано психологическими травмами ещё в раннем детстве, так и во взрослой жизни. Может распространяться как на определённые предметы, так и на восприятие человеком мира в целом.
Некоторые проявления калифобии:
- Стремление избегать привлекательных людей и вещей. Калифоб не станет встречаться с кем-то, кого считает интересным внешне, ходить в картинные галереи, покупать нестандартные предметы интерьера и украшения и т. д.. Иногда это распространяется даже на виды природы, например, закат или рассвет, море, горы.
- Критика, как правило, необоснованная, в адрес чего-либо, что окружающие считают красивым. То есть постоянно выискиваются какие-то недостатки, мелочи, способные нарушить гармонию. Например, во внешности может не нравиться выражение лица, форма носа, складка у губы, в предмете — цвет или сочетание цветов, узор, материал и прочее.
- Пренебрежение собственным внешним видом. Это выражается не только в отсутствии заботы о том, как индивид одет и причёсан, но и в намеренных действиях, цель которых — спрятать привлекательность.

Калифобия встречается достаточно редко, поэтому причины её формирования изучены не до конца. Однако практика показывает, что большинство иррациональных страхов имеют под собой ошибки в восприятии действительности или травмирующие события, произошедшие в прошлом.
Впервые фобии было дано название в 1940-хх годах, арт-критиком Артуром Данто. Он называл это боязнью прекрасного, а затем именовал калифобией.